# Wish Your Love Away
"Wish Your Love Away" är en låt framförd av den amerikanska artisten Brandy, inspelad till hennes sjätte studioalbum Two Eleven (2012). Den skrevs och komponerades av R&B-sångaren Mario Winans samt Brandon Ramon Johnson och Tiyon "TC" Mack. Balladen samplar "Ending Theme" komponerad av den japanska kompositören Ryuichi Sakamoto till TV-spelet Seven Samurai. I låten sjunger framföraren att hon "önskar bort sin förälskelse" i en pojkvän som behandlat henne illa. Musikkritiker var positiva till stycket som många beskrev som en "klassisk Brandy-låt". I samband med utgivningen av Two Eleven debuterade "Wish Your Love Away" på plats 66 på Billboards radiolista Hot R&B/Hip-Hop Airplay. 

## Inspelning komposition

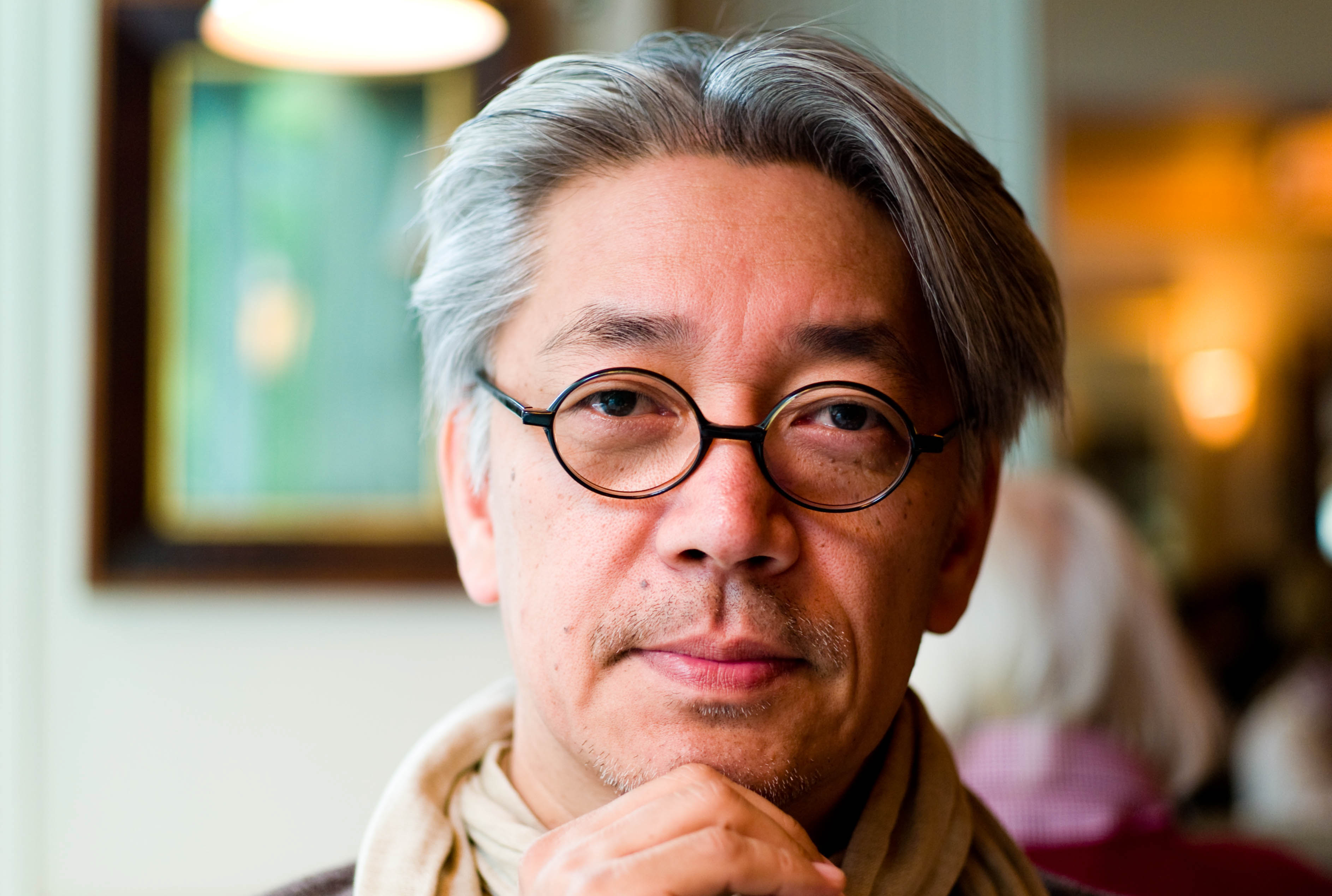
Låten använder en samplar "Ending Theme" komponerad av Ryuichi Sakamoto.

"Wish Your Love Away" är en samtida R&B-låt som pågår i tre minuter och nitton sekunder. Den skrevs av Brandon Ramon Johnson, Tiyon "TC" Mack och artisten Mario Winans som även komponerade den. Låten är i midtempo och hämtar kraftig influens av japansk traditionell musik. Den samplar "Ending Theme" från TV-spelet Seven Samurai, komponerad av den japanska producenten Ryuichi Sakamoto. Låtens instrumentering består av harpa, panflöjt, gitarr och keyboard. Gitarrstycket spelades av Tony Aliperti och spelades in av Francis Graham. Största delen av "Wish Your Love Away" skapades vid Atlantic Records Studios i Los Angeles, Kalifornien. Spåret mixades av Jaycen Joshua vid Larrabee Studios i North Hollywood, Kalifornien.
I låten sjunger framföraren att hennes sista önskan vore att önska bort sin förälskelse i sin pojkvän. I låtens första verser sjunger Brandy; "Remember that you told me you can't do without me/But it seems like word of mouth/Cause I'm giving everything I got in love/And everything your giving just ain't enough for me/No, no, I'm to the point where I wish that I...". Låten innehåller sångerskans karaktäristiska harmonier, framkallade av flera lager av Brandys röst. I refrängen fortsätter hon att sjunga; "Boy I wish that I didn't love you (Didn't love you)/And I wish that I didn't care (Didn't care at all)/Why is it that I can't think bout nobody but you/If I had one wish left/Oh I would wish your love away".

## Mottagande
Andrew Chan vid Billboard jämförde låten med Brandy och Monicas duett "The Boy Is Mine" på grund av harpan. I sin recension av skivan skrev han; "Den här Mario Winans-producerade balladen är en finger-knäppande avskedskyss till exet. Harpan påminner om "The Boy Is Mine" och annan 1990-tals produktion som gör den här låten till nostalgisk fan-favorit." Signaturen Michael från This Is R&B rankade låten på deras lista "12 Great R&B Songs You Might Have Missed In 2012". Han skrev; "Skivan är väldigt helhetlig och 'Wish Your Love Away' visar varför Brandy är så inflytelserik bland många artister. Från hennes lägre register till harmonierna och acapella-delen i slutet gör denna låt perfekt. Definitivt en klassisk Brandy-låt." Steven J. Horowitz vid tidskriften Rolling Stone noterade att sångarens egna känslor "förrått" henne och fortsatte skriva: "Över panflöjt och trummor sörjer hon att sin partner försökte lura henne - 'Remember that you told me you were with it, and all them other bitches you could do without?'."
Webbplatsen Rated R&B skrev att låten hade en "90-tals känsla" och jämförde musiken med Brandy och Monicas duett "The Boy Is Mine" (1998) medan Hip Hop DX ansåg att den hade potential att kunna bli en singel. Signaturen Toya från Toya'z World skrev: "Den här midtempo-spåret är uppbyggt kring flöjt och dova trumslag som ackompanjerar Brandy medan hon bittert gör upp med sin partner. På Two Eleven är det den första skymten av en mera högljudd och irriterad Brandy som annars förhåller sig mera reserverad".

## Musikmedverkande
- Låtskrivare – Mario Winans, Tiyon "TC" Mack, Brandon Ramon Johnson
- Produktion – Mario Winans
- Co–produktion – Brandon Ramon Johnson för The Music Senate
- Ljudmixning – Jaycen Joshua
- Ljudmixning (assistans) – Trehy Harris
- Mastering – Dave Kutch

## Topplistor
I samband med utgivningen av Two Eleven debuterade "Wish Your Love Away" på Billboards radiolista Hot R&B/Hip-Hop Airplay den 25 oktober 2012. Låten debuterade på plats 66 på topplistan.
| Lista (2012)                            | Topplacering |
| --------------------------------------- | ------------ |
| USA Hot R&B/Hip-Hop Airplay (Billboard) | 66           |